# Lobé Ndiaye

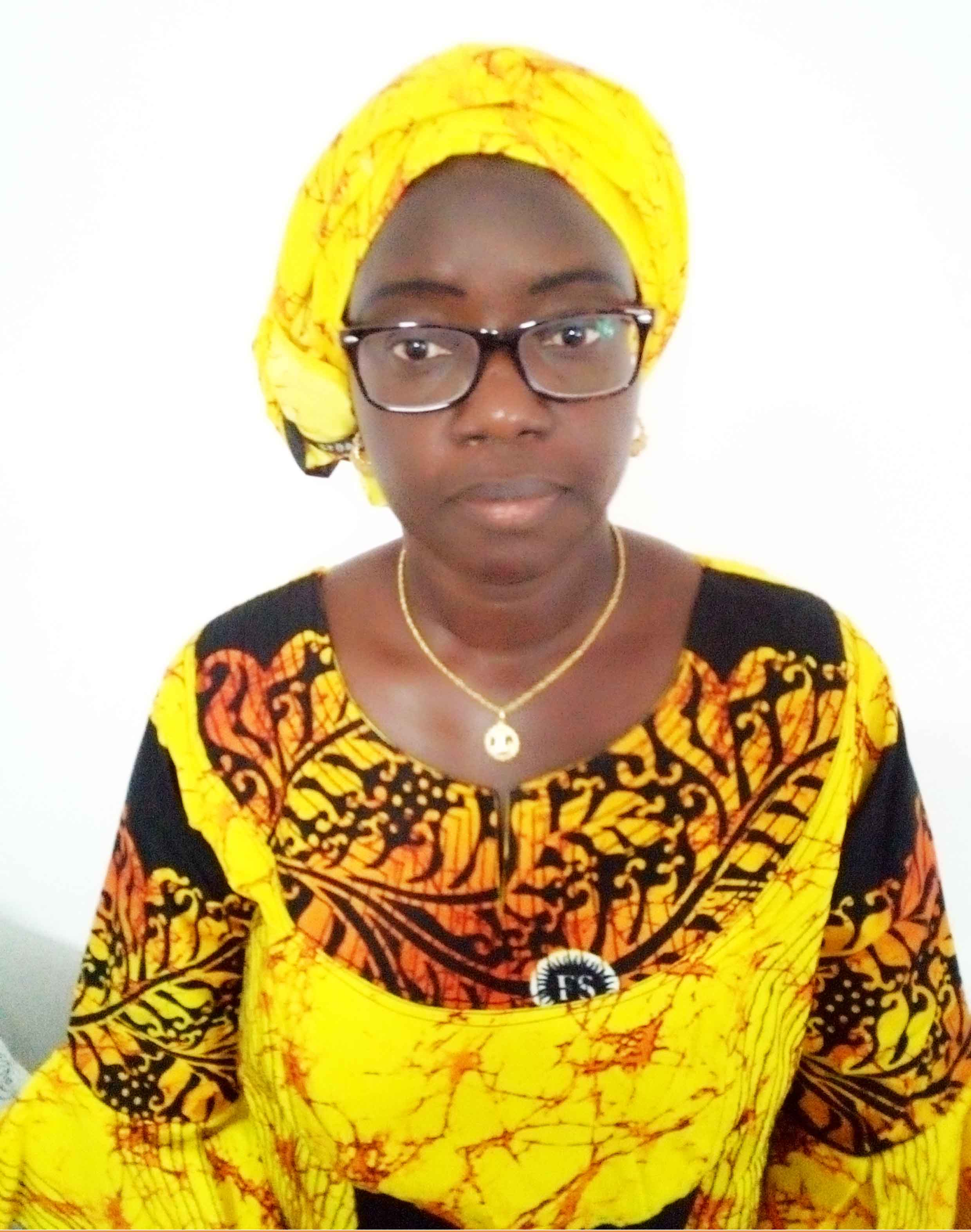
Lobé Ndiaye

Lobé Ndiaye (Dakar, 8 de septiembre de 1971) es una escritora y documentalista senegalesa. Ganó el premio Dada Gbêhanzin en 2019.

## Novelas
- Sirènes de la nuit, 2016
- Une perle en éclats, 2017